# Coillina yogeshi
Genre
Espèce
Synonymes
- Apodrassodes yogeshi Gajbe, 1993
- Coillina baka Yin & Peng, 1998

Coillina yogeshi, unique représentant du genre Coillina, est une espèce d'araignées aranéomorphes de la famille des Gnaphosidae.

## Distribution
Cette espèce se rencontre en Chine au Yunnan, en Inde au Tripura et en Birmanie dans l'État Chin,,.

## Description
Le mâle holotype mesure 9,60 mm.
Le mâle décrit par Sankaran, Caleb et Sebastian en 2021 mesure 8,37 mm.
Le mâle décrit sous le nom Coillina baka par Suzuki, Aung et Ono en 2021 mesure 5,03 mm et la femelle 8,07 mm.

## Systématique et taxinomie
Cette espèce a été décrite sous le protonyme Apodrassodes yogeshi par Gajbe en 1993. Elle est placée dans le genre Coillina par Sankaran, Caleb et Sebastian en 2021 qui dans le même temps placent Coillina baka en synonymie.

## Publications originales
- Gajbe, 1993 : « A new Apodrassodes spider from India (Araneae: Gnaphosidae). » Records of the Zoological Survey of India, vol. 91, no 2, p. 227-229.
- Yin & Peng, 1998 : « Two new genera of the family Gnaphosidae (Arachnida: Araneae) from China. » Life Science Research, vol. 2, no 4, p. 258-267 (texte intégral).